# Der Hahn von Quakenbrück
Der Hahn von Quakenbrück ist eine Erzählung von Ricarda Huch, die 1910 bei Schuster & Loeffler in Leipzig und Berlin erschien.
Anno 1650, also bald nach dem Ende des Dreißigjährigen Krieges, fechten die Reformierten mit den Katholiken  in Quakenbrück einen Strauß aus.

## Inhalt
Pfarrer Splitterchen von der reformierten Heiligengeistkirche hatte mehrfach von der Kanzel herab gepredigt, im Hühnerstall des  reichlich 60-jährigen katholischen Bürgermeisters Tile von Stint lege der Hahn Eier. Dort gehe der Leibhaftige ein und aus. Der katholische Stadthauptmann von Klöterjahn, ein Freund des Hauses Stint, ist in religiösen Fragen streng. Auf die Schwelle des Hauses Stint will er seinen Fuß erst wieder setzen, nachdem der üble Leumund vom Bürgermeister abgewaschen wurde.
Ratsherr Druwel von Druwelstein beschwört Frau Armida, die Bürgermeisterin, den Teufelsbezirk Hühnerstall nicht mehr zu betreten. Vergeblich versucht die Bürgermeisterin, den Hahn zu erschlagen. Das verängstigte Tier flüchtet unters Dachgebälk der Scheune und ward in den nächsten Tagen nicht mehr gesehen.
Die Auseinandersetzung zwischen dem Pfarrer Splitterchen und dem angeblichen Zauberer und Heiden Tile von Stint soll der Richter Tiberius Tönepöhl, ein Reformierter, entscheiden. Die umständliche Zeugenbefragung unter Vorsitz des Freigeistes Tönepöhl ergibt, keiner hat den Hahn beim Eierlegen gesehen. Pfarrer Splitterchen ist mit dem Prozessverlauf unzufrieden und kommt unter dem Beifall der anwesenden reformierten Bürgerschaft dem drohenden Freispruch des Bürgermeisters zuvor. Als nun der Richtspruch zugunsten des Pfarrers Splitterchen  ausfallen will, erbittet Stadthauptmann Klöterjahn den Beistand des Bischofs von Osnabrück. Der erscheint tatsächlich im Gerichtssaal zu Quakenbrück. Der Kirchenfürst, der sich als Zeuge in der Sache nicht durchsetzen kann, findet einen Ausweg. Der „beschuldigte Hahn“ soll der Splitterschen Hühnerschar gegenübergestellt werden. Wenn das Hühnervolk mit seinem einfältigen Instinkt den Bösen wittert, dann wird Tönepöhl das Urteilen nicht mehr schwerfallen.
Gesagt, getan. Das Federvieh wird in Körben herbeigeschafft und freigelassen. Das merkwürdige „Gottesgericht“ wendet sich nicht gegen den Bürgermeister. Der Bischof setzt sich durch. Richter Tönepöhl muss Pfarrer Splitterchen verhaften lassen.
Der Stadthauptmann von Klöterjahn kann nun seinen Freund, den Bürgermeister Tile von Stint, wieder ohne größere religiöse Bedenken aufsuchen. Anlässlich des Anstandsbesuches lädt auf dem Tisch „eine lüsterne Pastete“ zum Verzehr ein. In die dampfende Speise wurde das magere, zähe Fleisch des Hahnes „verwurstet“.

## Buchausgaben
Erstausgabe
- Ricarda Huch: Der Hahn von Quakenbrück und andere Novellen (enthält noch: Der Sänger. Der neue Heilige). Schuster & Loeffler, Berlin und Leipzig 1910

Ausgaben
- Ricarda Huch: Der neue Heilige. Der Hahn von Quakenbrück. Zwei Novellen. 79 Seiten. RUB Nr. 6481, Reclam, Leipzig 1945 (verwendete Ausgabe von 1957)